# Municipio de Monroe (condado de Licking)
El municipio de Monroe (en inglés: Monroe Township) es un municipio ubicado en el condado de Licking en el estado estadounidense de Ohio. En el año 2010 tenía una población de 6946 habitantes y una densidad poblacional de 99,66 personas por km².

## Geografía
El municipio de Monroe se encuentra ubicado en las coordenadas 40°9′47″N 82°42′53″O / 40.16306, -82.71472. Según la Oficina del Censo de los Estados Unidos, el municipio tiene una superficie total de 69.7 km², de la cual 69,48 km² corresponden a tierra firme y (0,31 %) 0,21 km² es agua.

## Demografía
Según el censo de 2010, había 6946 personas residiendo en el municipio de Monroe. La densidad de población era de 99,66 hab./km². De los 6946 habitantes, el municipio de Monroe estaba compuesto por el 97,12 % blancos, el 0,69 % eran afroamericanos, el 0,36 % eran amerindios, el 0,49 % eran asiáticos, el 0,39 % eran de otras razas y el 0,95 % eran de una mezcla de razas. Del total de la población el 1,4 % eran hispanos o latinos de cualquier raza.